# Río Ulzama
El río Ulzama (en euskera Ultzama) es un afluente del río Arga.
Este río nace en las proximidades del Puerto de Belate y toma dirección sur hasta su desembocadura, a excepción de la curva que describe en su curso alto para rodear el monte Arañoz. Mientras recorre el valle de Ultzama, pasa cerca de las localidades de Locen, Alcoz, Iráizoz, Lizaso,  Cenoz y Guerendiáin. Poco después recibe al río Arkil (no confundir con el río Arakil) y entra en el Valle de Odieta. Pasa por las localidades de Latasa (donde recibe al barranco Beroa), Ripa, Ciaurriz y Ostiz donde poco antes ha recibido al río Mediano procedente del Valle de Anue. Entra en el término municipal de Olaibar y cruza cerca de las localidades de Bearin, Endériz y Olave. Sigue por el término de Ezcabarte y tras pasar por Sorauren y Oricáin entra en la Cuenca de Pamplona para desembocar, poco después de Arre, en la margen derecha del río Arga junto a Villava.